# Pape Macou Sarr
Pape Macou Sarr (Thiès, 25 luglio 1991) è un ex calciatore senegalese, di ruolo attaccante.

## Carriera

### Club
Il 1º luglio 2017 viene acquistato a titolo definitivo dalla squadra francese del Laval.

### Nazionale
Ha giocato nelle nazionali giovanili senegalesi Under-17, Under-20 ed Under-23.

## Palmarès

### Club

#### Competizioni nazionali
- Coppa del Senegal: 2

Diaraf: 2009, 2013
- Campionato senegalese: 1

Diaraf: 2010